# 121032 Wadesisler
121032 Wadesisler è un asteroide areosecante. Scoperto nel 1999, presenta un'orbita caratterizzata da un semiasse maggiore pari a 1,8254661 UA e da un'eccentricità di 0,2187699, inclinata di 40,00072° rispetto all'eclittica.